# Battletoads (franquicia)
Battletoads es una franquicia de videojuegos desarrollada por Rare que comenzó con el juego de género beat'em up llamado Battletoads en 1991. 
Protagonizada por tres sapos antropomorfos llamados Rash, Zitz y Pimple, esta saga intentaba rivalizar con la de los juegos de las Tortugas Ninja. Ha sido bastante popular a nivel mundial y se llegó a reproducir un episodio piloto.
El primer juego de Battletoads fue para NES, el cual destacó por su alta dificultad, pero también recibió un séquito de seguidores que sigue presente en diversas plataformas, incluyendo un crossover con la saga de Double Dragon. En cada uno de los juegos, el objetivo es derrotar a la némesis de los sapos, la Reina Oscura (Dark Queen) y su ejército de mutantes espaciales.

## Videojuegos

### Saga
- Battletoads: Los protagonistas tienen que derrotar a la Reina Oscura y rescatar a sus amigos, Pimple y la Princesa Angélica. Originalmente salió en NES en 1991 desarrollado por Rare (en Japón fue distribuido por Masaya Games, en Europa y los EE. UU. por Tradewest) y posteriormente Mindscape lo portó a Amiga en 1992 (pero no salió hasta 1994), de la mano de Arc System Works en Sega Mega Drive ambos en 1993, de la mano de Rare en Game Boy en 1993 (como Battletoads en Ragnarok) y por Mindscape en Amiga CD32 en 1994.
- Battletoads: Un juego de TV desarrollado por Tiger Electronics en 1991.
- Battletoads (Game Boy): Juego derivado del juego original de NES. A pesar de mantener el mismo nombre y caja que la versión de NES, se trata de una historia derivada distinta.
- Battletoads in Battlemaniacs: Fue publicado en 1993 para Super Nintendo (SNES) y desarrollado en 1994 para el Sega Master System (pero no salió hasta 1996). En este juego, Zitz y la hija del director de Psicone Industries han sido raptados y es misión de Rash y Pimple salvarles de la Reina Oscura. A diferencia de los juegos anteriores, en este cada personaje tiene unas habilidades diferentes. Pimple es poderoso, grande con ataques perforadores, mientras que Rash es ágil y pequeño, muy rápido a la hora de atacar pero poco contundente. Tenía modo cooperativo e individual.
- Battletoads in Ragnarok's World: Un porte del juego original de 1993 desarrollado por Rare para Game Boy.
- Battletoads & Double Dragon: Un crossover con los protagonistas de la saga Double Dragon. La Reina Oscura y equipo del Jefe de las Sombras se alían y cinco héroes (los tres sapos, Zitz, Rash y Pimple, y los hermanos Lee, Billy y Jimmy) les harán frente. Por primera vez en la saga, el juego ofrece a los jugadores una pantalla de selección de personajes. Salió en 1993 para NES, Génesis, SNES y Game Boy.
- Super Battletoads: Un juego arcade que salió en 1994. A diferencia de los otros juegos, tenía voces y distintas funciones que lo hacían destacar frente a otros juegos, así como un nivel muy aumentado de violencia. Emplea la fórmula actualizada de Battletoads in Battlemaniacs, en la que cada personaje tiene su propio diseño y habilidades y además se puede elegir a cualquiera de los tres sapos, Zitz, Rash y Pimple: Rash mantiene su habilidad ágil y ligera, Pimple sigue siendo poderoso y Zitz apareció como un personaje intermedio y equilibrado. Las fases con vehículos priorizan el combate y la acción en lugar del esquivar obstáculos.
- Battletoads (2020): DLaLa Studios desarrolló un juego en colaboración con Rare[2] para Xbox One, Xbox Series X/S y Microsoft Windows, publicado el 20 de agosto de 2020. Cuenta con multijugador de hasta 3 jugadores y unos gráficos de alta resolución 4K 2.5D.[3][4][5] El primer vídeo del juego se reveló en el E3 de 2019.[6]

Los Battletoads también aparecen en la fase del jefe en Xbox One y PC en Shovel Knight. Battletoads y Battletoads Arcade estaban incluidos en Rare Replay, una recopilación de 30 juegos de Rare que salió para Xbox One en 2015. Rash aparece como personaje jugable invitado en la tercera temporada del juego de lucha Killer Instinct, disponible en Xbox One y Windows. Rash también aparece como figura de acción en Grounded.

## Recepción
En 2010, Game Informer incluyó Battletoads entre diez franquicias que se merecen un resurgimiento y, en concreto, una «verdadera secuela HD». En 2012, Forbes lo listó como una de las cinco franquicias de videojuegos «que necesita revivir», añadiendo que un nuevo Battletoads «tendría que mantener estilo, adoptando una modalidad en 2D y media», similar a Mark of the Ninja. Se pidió la vuelta de esta saga desde otras empresas, como Complex, Maxim y GameRevolution.

Por otro lado, los dibujos animados de Battletoads tuvieron una pésima recepción. Se encuentra entre una de las 5 «peores series de dibujos de TV» según la lista hecho por Topless Robot en 2008.